# Álbuns número um na Billboard 200 em 2012

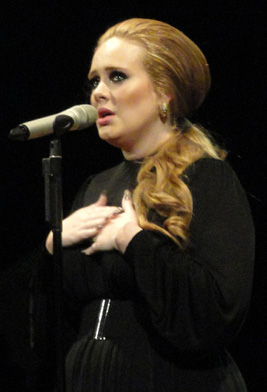
21, de Adele (foto), permaneceu mais onze semanas não-consecutivas na primeira posição, juntando às treze de 2011, tornando-se na primeira artista do ano durante duas vezes seguidas desde da banda Destiny's Child em 2000 e 2001.

A lista dos álbuns que alcançaram a primeira posição da Billboard 200 no ano de 2012 foi realizada através de dados compilados pela Nielsen Soundscan, com base nas vendas físicas e digitais dos álbuns a cada semana, nos Estados Unidos e publicados pela revista Billboard. Durante o decorrer do ano, 32 foram os discos que atingiram o topo da tabela nas 52 edições da revista.
Michael Bublé abriu o ano na tabela musical com 467 mil cópias vendidas de Christmas, continuando a liderança que terminou 2011. A fechar o ciclo com 208 mil unidades faturadas, foi Red, de Taylor Swift. No entanto, foi 21, de Adele, que mais semanas permaneceu no topo da lista, com onze delas não-consecutivas juntando às treze conseguidas durante o ano de 2011. Foi novamente a artista do ano e tornou-se na primeira a repetir o feito por duas vezes seguidas desde da banda Destiny's Child em 2000 e 2001. A revista Billboard revelou que a marca de 24 semanas não-consecutivas no topo não era atingida desde 1985, pelo disco Purple Rain, de Prince & the Revolution. Contudo, com uma primeira semana de um milhão e 208 mil unidades, Red foi o álbum com a estreia mais elevada do ano, seguindo-se Babel, por Mumford & Sons, com 600 mil cópias expedidas.
Ao longo de 2012, outros destaques vão para a banda One Direction, que conseguiram que os seus dois primeiros discos de originais chegassem à primeira posição: Up All Night (176 mil) e Take Me Home (540 mil). Rihanna, ao final de sete anos de carreira, conseguiu o seu melhor desempenho com 238 mil unidades faturadas na estreia do seu sétimo álbum de estúdio Unapologetic no topo da Billboard 200. A cantora Alicia Keys também conseguiu o seu quinto número um com o disco Girl on Fire, sendo o seu quinto lançamento não-consecutivo a atingir o feito. Não foram somente os álbuns de estúdio a liderarem a tabela musical, sendo que a banda sonora The Hunger Games: Songs from District 12 and Beyond, do filme The Hunger Games, debutou no topo com 175 mil cópias distribuídas. Poucas semanas depois, a coletânea Now 43, da série Now That's What I Call Music!, também alcançou a primeira posição com 111 mil unidades vendidas na sua primeira semana.

## Histórico

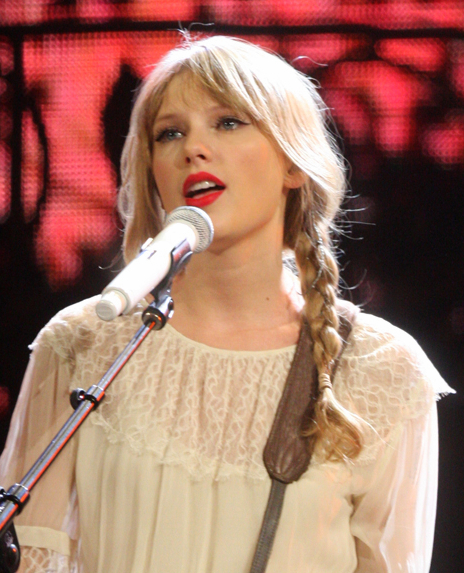
A cantora Taylor Swift alcançou o primeiro lugar com a melhor primeira semana do ano, com uma marca superior a um milhão.

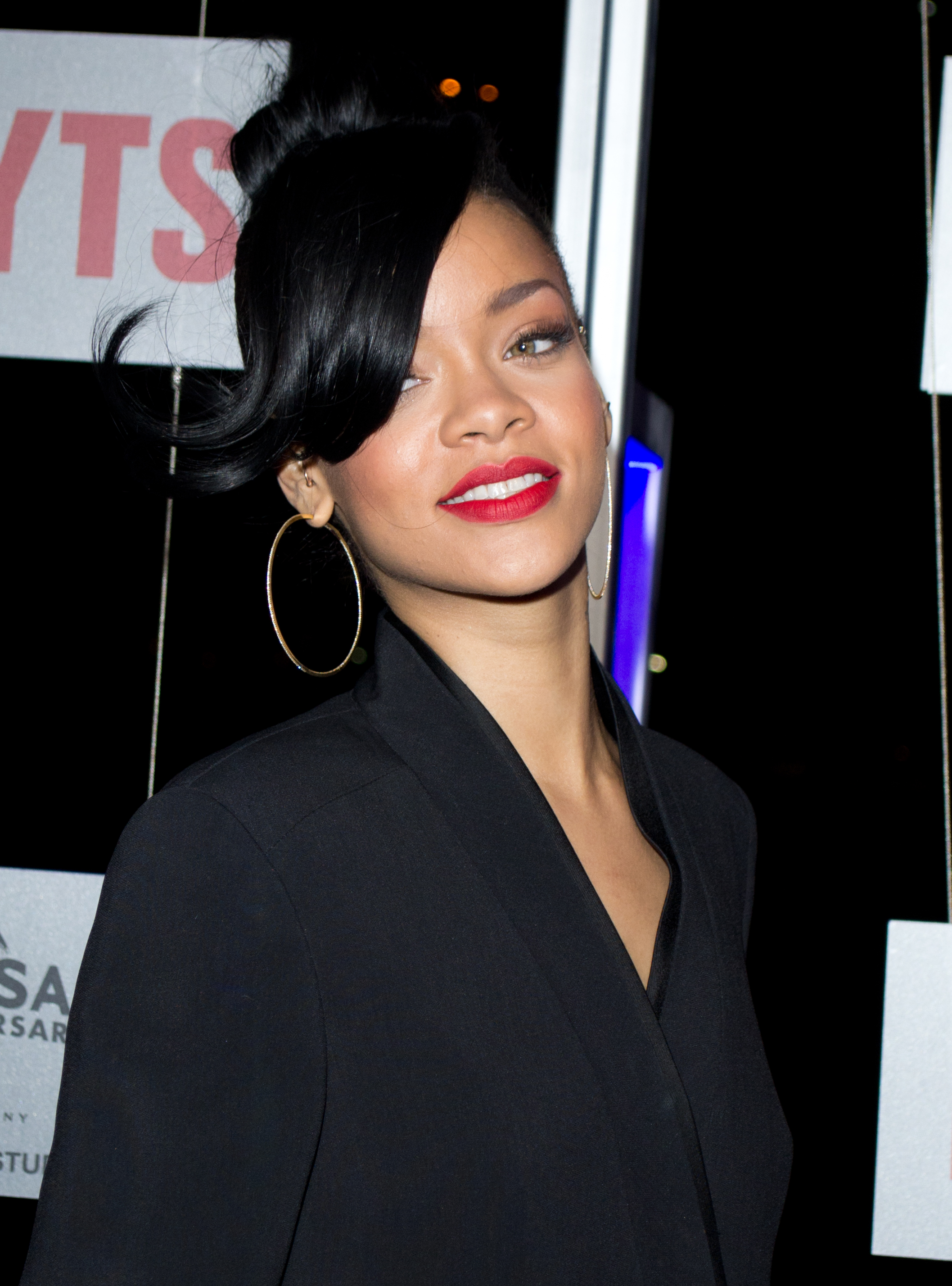
Ao fim de sete anos de carreira e com o mesmo número de discos lançados, Rihanna conseguiu, com Unapologetic, estrear pela primeira vez na liderança da tabela musical.

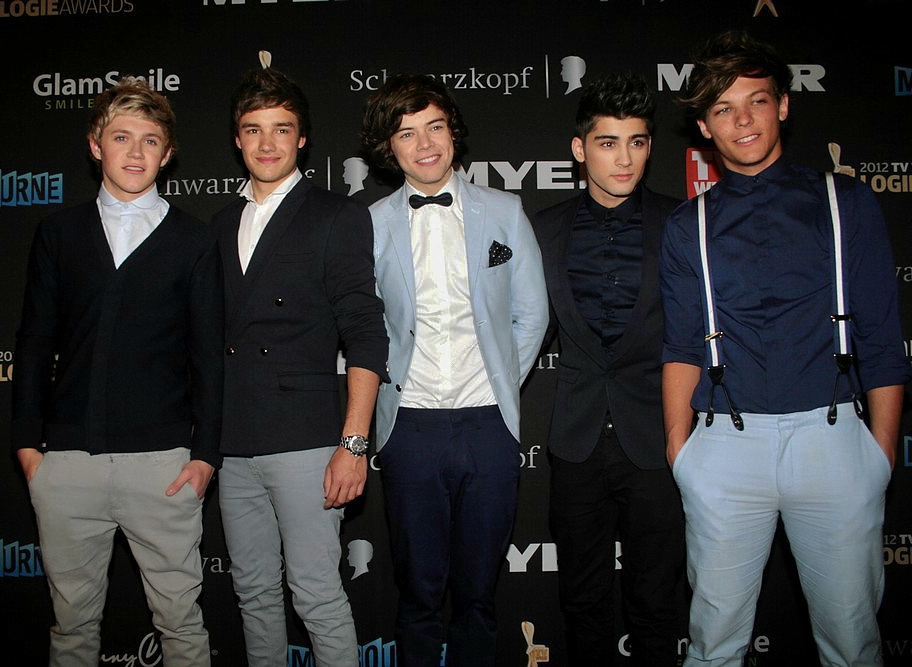
A banda One Direction conseguiu estrear no primeiro lugar com os seus dois primeiros discos de originais, Up All Night e Take Me Home.

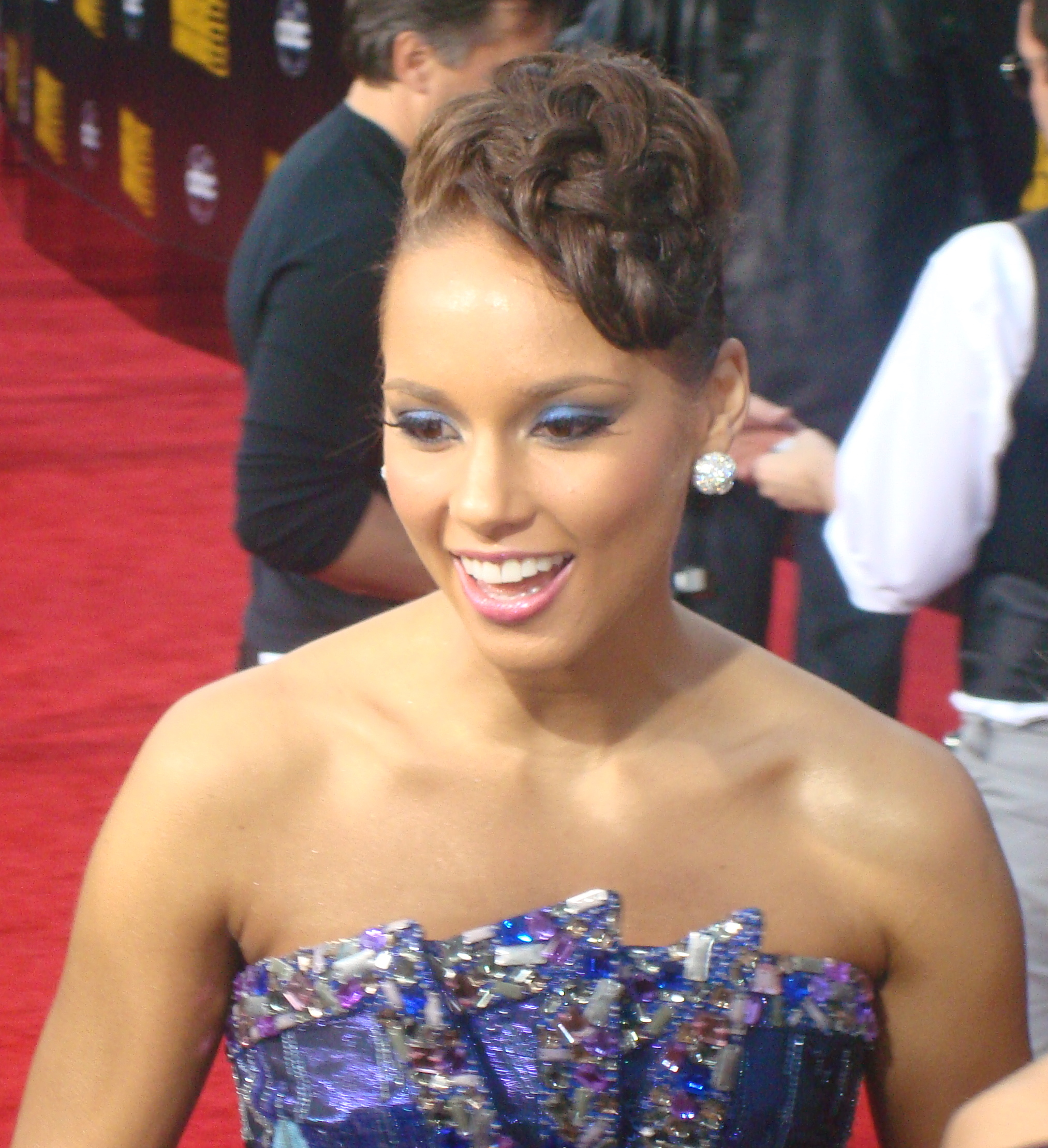
Pela quinta vez não-consecutiva, Alicia Keys voltou a estrear no topo da tabela musical com o seu álbum, Girl on Fire.

| † | Indica o álbum com melhor desempenho em 2012. |

| Data            | Álbum                                               | Artista(s)         | Vendas aproximadas | Referência(s) |
| --------------- | --------------------------------------------------- | ------------------ | ------------------ | ------------- |
| 7 de janeiro    | Christmas                                           | Michael Bublé      | 467 mil            | [ 5 ]         |
| 14 de janeiro   | 21 †                                                | Adele              | 144 mil            | [ 6 ]         |
| 21 de Janeiro   | 21 †                                                | Adele              | 124 mil            | [ 7 ]         |
| 28 de janeiro   | 21 †                                                | Adele              | 104 mil            | [ 8 ]         |
| 4 de fevereiro  | 21 †                                                | Adele              | 95 mil             | [ 9 ]         |
| 11 de fevereiro | 21 †                                                | Adele              | 116 mil            | [ 10 ]        |
| 18 de fevereiro | 21 †                                                | Adele              | 122 mil            | [ 11 ]        |
| 25 de fevereiro | 21 †                                                | Adele              | 237 mil            | [ 12 ]        |
| 3 de março      | 21 †                                                | Adele              | 730 mil            | [ 13 ]        |
| 10 de março     | 21 †                                                | Adele              | 297 mil            | [ 14 ]        |
| 17 de março     | 21 †                                                | Adele              | 247 mil            | [ 15 ]        |
| 24 de março     | Wrecking Ball                                       | Bruce Springsteen  | 196 mil            | [ 16 ]        |
| 31 de março     | Up All Night                                        | One Direction      | 176 mil            | [ 17 ]        |
| 7 de abril      | The Hunger Games: Songs from District 12 and Beyond | Vários             | 175 mil            | [ 18 ]        |
| 14 de abril     | MDNA                                                | Madonna            | 359 mil            | [ 19 ]        |
| 21 de abril     | Pink Friday: Roman Reloaded                         | Nicki Minaj        | 253 mil            | [ 20 ]        |
| 28 de abril     | Tuskegee                                            | Lionel Richie      | 129 mil            | [ 21 ]        |
| 5 de maio       | Tuskegee                                            | Lionel Richie      | 114 mil            | [ 22 ]        |
| 12 de maio      | Blunderbuss                                         | Jack White         | 138 mil            | [ 23 ]        |
| 19 de maio      | Blown Away                                          | Carrie Underwood   | 267 mil            | [ 24 ]        |
| 26 de maio      | Blown Away                                          | Carrie Underwood   | 120 mil            | [ 25 ]        |
| 2 de junho      | Trespassing                                         | Adam Lambert       | 77 mil             | [ 26 ]        |
| 9 de junho      | Born and Raised                                     | John Mayer         | 219 mil            | [ 27 ]        |
| 16 de junho     | Born and Raised                                     | John Mayer         | 65 mil             | [ 28 ]        |
| 23 de junho     | 21 †                                                | Adele              | 75 mil             | [ 29 ]        |
| 30 de junho     | Looking 4 Myself                                    | Usher              | 128 mil            | [ 30 ]        |
| 7 de julho      | Believe                                             | Justin Bieber      | 374 mil            | [ 31 ]        |
| 14 de julho     | Living Things                                       | Linkin Park        | 223 mil            | [ 32 ]        |
| 21 de julho     | Fortune                                             | Chris Brown        | 134 mil            | [ 33 ]        |
| 28 de julho     | Uncaged                                             | Zac Brown Band     | 234 mil            | [ 34 ]        |
| 4 de agosto     | Life Is Good                                        | Nas                | 149 mil            | [ 35 ]        |
| 11 de agosto    | Uncaged                                             | Zac Brown Band     | 48 mil             | [ 36 ]        |
| 18 de agosto    | God Forgives, I Don't                               | Rick Ross          | 218 mil            | [ 37 ]        |
| 25 de agosto    | Now 43                                              | Vários artistas    | 111 mil            | [ 38 ]        |
| 1 de setembro   | Based on a T.R.U. Story                             | 2 Chainz           | 147 mil            | [ 39 ]        |
| 8 de setembro   | Chapter V                                           | Trey Songz         | 135 mil            | [ 40 ]        |
| 15 de setembro  | Eye on It                                           | TobyMac            | 69 mil             | [ 41 ]        |
| 22 de setembro  | North                                               | Matchbox Twenty    | 95 mil             | [ 42 ]        |
| 29 de setembro  | Away from the World                                 | Dave Matthews Band | 266 mil            | [ 43 ]        |
| 6 de outubro    | The Truth About Love                                | Pink               | 280 mil            | [ 44 ]        |
| 13 de outubro   | Babel                                               | Mumford & Sons     | 600 mil            | [ 45 ] [ 46 ] |
| 20 de outubro   | Babel                                               | Mumford & Sons     | 169 mil            | [ 47 ]        |
| 27 de outubro   | Babel                                               | Mumford & Sons     | 96 mil             | [ 48 ]        |
| 3 de novembro   | Night Train                                         | Jason Aldean       | 409 mil            | [ 49 ]        |
| 10 de novembro  | Red                                                 | Taylor Swift       | 1 milhão e 208 mil | [ 50 ]        |
| 17 de novembro  | Red                                                 | Taylor Swift       | 344 mil            | [ 51 ]        |
| 24 de novembro  | Red                                                 | Taylor Swift       | 196 mil            | [ 52 ]        |
| 1 de dezembro   | Take Me Home                                        | One Direction      | 540 mil            | [ 3 ]         |
| 8 de dezembro   | Unapologetic                                        | Rihanna            | 238 mil            | [ 4 ]         |
| 15 de dezembro  | Girl on Fire                                        | Alicia Keys        | 159 mil            | [ 53 ]        |
| 22 de dezembro  | Red                                                 | Taylor Swift       | 167 mil            | [ 54 ]        |
| 29 de dezembro  | Red                                                 | Taylor Swift       | 208 mil            | [ 55 ]        |